# Andrew Osagie
Andrew Osagie (19 febbraio 1988) è un mezzofondista britannico.

## Palmarès
| Anno | Manifestazione   | Sede       | Evento      | Risultato  | Prestazione | Note                                     |
| ---- | ---------------- | ---------- | ----------- | ---------- | ----------- | ---------------------------------------- |
| 2009 | Europei under 23 | Kaunas     | 800 m piani | Batteria   | 1'49"47     |                                          |
| 2010 | Mondiali indoor  | Doha       | 800 m piani | Semifinale | 1'51"29     |                                          |
| 2010 | Commonwealth     | New Delhi  | 800 m piani | Semifinale | 1'47"52     |                                          |
| 2011 | Europei indoor   | Parigi     | 800 m piani | 4º         | 1'48"50     |                                          |
| 2011 | Mondiali         | Taegu      | 800 m piani | Semifinale | 1'46"12     |                                          |
| 2012 | Mondiali indoor  | Istanbul   | 800 m piani | Bronzo     | 1'48"92     |                                          |
| 2012 | Giochi olimpici  | Londra     | 800 m piani | 8º         | 1'43"77     | Miglior prestazione personale            |
| 2013 | Mondiali         | Mosca      | 800 m piani | 5º         | 1'44"36     | Miglior prestazione personale stagionale |
| 2014 | Mondiali indoor  | Sopot      | 800 m piani | Bronzo     | 1'47"10     |                                          |
| 2014 | Commonwealth     | Glasgow    | 800 m piani | Batteria   | dq          |                                          |
| 2014 | Europei          | Zurigo     | 800 m piani | Batteria   | 1'48"31     |                                          |
| 2018 | Commonwealth     | Gold Coast | 800 m piani | Batteria   | 1'48"19     |                                          |